# Majesty (banda alemana)
Majesty es una banda de metal procedente de Alemania. 

## Historia
La banda está fuertemente influenciada por Manowar musical y líricamente, incluso el exguitarrista de Manowar Ross "The Boss" Friedman aparece en su segundo álbum, Sword & Sorcery.
Ellos llaman su música como True Metal o Metal Verdadero (lo que es un término común en la escena del metal alemán de heavy metal o power metal tradicional); la banda generalmente viste con cuero. El líder de la banda Tarek Maghary organiza un festival llamado keep it true. El nombre lo lleva en honor a una canción de Metal Force, en este festival se reúnen bandas de heavy metal, incluso se forman competiciones de bandas de heavy metal de EE. UU.
Tarek Maghary es también el creado de un proyecto llamado Dawnrider, es un álbum conceptual de metal con muchos otros músicos como Rob Rock, Ross The Boss, Michael Seifert (Rebellion). Otros que han contribuido en el proyecto fueron Manilla Road, Wizard, Helstar y Paragon.
Majesty no está conectada de ningún modo con la banda de metal progresivo Dream Theater, a pesar de que los dos al inicio se hayan llamado "Majesty". Dream Theater no tomó acciones legales ante esta banda por utilizar su nombre.
En el Magic Circle Festival 2008 la banda anuncia que cambiarían su nombre "Majesty" a "Metal Force" y bajo ese nombre publicaron un álbum homónimo en 2009. A partir de 2011 vuelven a llamarse "Majesty".

## Miembros

### Miembros actuales
- Tarek Maghary - voz, teclados, (guitarras desde 1997 hasta 2009)
- Tristan Visser - guitarras
- Freddy Schartl - bajo
- Jan Raddatz - batería

### Miembros antiguos
- Marcus Bielenberg - bajo
- Björn Daigger - guitarra
- Christian Münzer - guitarra
- Chris Heun - bajo (en el tour de 2004)
- Udo Keppner - guitarra
- Martin Hehn - bajo
- Markus Pruszydlo - teclados
- Andreas Moll - teclados
- Ingo Zadravc - batería
- Rolf Munkes - guitarra

## Discografía
- Keep It True (2000)
- Sword & Sorcery (2002)
- Reign In Glory (2003)
- Metal Law (álbum en vivo, 2004)
- Hellforces (2006)
- Metalforce (2009)
- Own the Crown (2CD, 2011)
- Thunder Rider (2013)
- Banners High (2013)
- Generation Steel (2015)
- Rebels (2017)
- Legends (2019)